# Norm (sociale wetenschappen)
Een norm is de vertaling van een onderliggende waarde van een groep of samenleving, in een concrete gedrags-regel. Een norm kan zijn vastgelegd in bijvoorbeeld rechtsregels, maar het kunnen ook ongeschreven regels zijn. Normen sturen mede het sociaal handelen, omdat mensen, veelal onbewust, hun gedrag aanpassen aan de normen van de situatie, en aan de sociale rollen die zij verpersoonlijken. Bij deze sociale rollen horen veelal scripts.
Normen variëren tussen verschillende samenlevingen, maar ook binnen een samenleving, tussen verschillende groepen, bijvoorbeeld de sociale klassen. Afwijkend gedrag, het niet voldoen aan bepaalde normen, kan iemands sociale status en acceptatie nadelig beïnvloeden, en zelfs tot sociale uitsluiting leiden.

## Meten van de norm in een groep
Groepsnormen kunnen op verschillende manieren worden gedefinieerd. Een belangrijk onderscheid kan worden gemaakt tussen prescriptieve en descriptieve normen. Prescriptieve normen – ook wel injunctieve normen genoemd – weerspiegelen de houdingen van bijvoorbeeld leerlingen in een schoolklas, wat zij goed- en afkeuren. Beschrijvende normen geven weer wat leerlingen daadwerkelijk doen. Bij prescriptieve en descriptieve klassennormen wordt doorgaans gekeken naar het gemiddelde niveau van houdingen of gedragingen in een groep. Daarom geven prescriptieve en descriptieve normen weer wat in een groep als passend of typisch wordt beschouwd.
Waarschijnlijk is het gedrag van populaire groepsleden saillanter bij het bepalen van gepast gedrag, dan het collectieve gedrag van alle groepsleden samen. Het gedrag van populaire individuen is zeer zichtbaar en staat centraal, en kan dienen als leidraad voor hoe je populair kunt worden. De norm die wordt afgeleid van hoe populaire groepsleden zich gedragen wordt de populariteitsnorm genoemd. Populariteitsnormen in een groep worden meestal geoperationaliseerd als de correlatie binnen de groep tussen een bepaald gedrag en waargenomen populariteit.